# Rue Ebelmen
La rue Ebelmen est une voie située dans le quartier de Picpus du 12e arrondissement de Paris.

## Situation et accès
La rue Ebelmen est accessible à proximité par la ligne de métro 8 à la station Montgallet.

## Origine du nom
Cette rue doit son nom à Jacques-Joseph Ebelmen (1814-1852), un ancien directeur de la Manufacture de Sèvres.

## Historique
Cette rue est ouverte en 1885 et prend sa dénomination actuelle la même année. Elle est classée dans la voirie de Paris par décret du 2 mars 1886 :
« Le Président de la République française,
Sur le rapport du ministre de l'Intérieur ;
Vu l'engagement du 30 août 1884, par lequel le sieur Artus s'est engagé à céder gratuitement à la ville de Paris le sol de deux voies qui devaient être établies, par ses soins et à ses frais, sur des terrains lui appartenant, entre la rue et le passage Montgallet ; etc. Décrète -
- Article premier : les deux rues récemment ouvertes dans le douzième arrondissement de Paris, entre la rue et le passage Montgallet, sont classées au nombre des voies publiques de la capitale. etc.

Fait à Paris, le 2 mars 1886. Signé : Jules Grévy »